# 鮑德溫 (北達科他州)
鮑德溫（英語：Baldwin）是位於美國北達科他州伯利縣的非建制地區。

## 歷史
鮑德溫的郵局自1882年營運至今。

## 地理
鮑德溫所處的海拔為高於海平面591米（即1939英呎），而該地所採用的時區為UTC-6，即北美中部时区（CST）。同時該地設有夏令時間，為UTC-6調快一小時，即UTC-5（CDT）。